# Miika Elomo
Miika Elomo, född 21 april 1977 i Åbo, död 9 februari 2025 i Val-d'Oise, Frankrike, var en finländsk professionell ishockeyspelare. Hans moderklubb var HC TPS.
Elomo spelade 2 matcher för NHL-klubben Washington Capitals under säsongen 1999/2000, där han gjorde 1 assist.